# Jonas Liaudanskas
Jonas Liaudanskas  ist ein litauischer Jurist und ehemaliger General-Polizeikommissar Litauens.

## Leben
Am 11. Juli 1994 ernannte Ministerpräsident Adolfas Šleževičius  Jonas Liaudanskas zum Sekretär am Innenministerium Litauens und am  24. Oktober 1994 daneben auch zum Generalkommissar des Polizeidepartements.  Liaudanskas arbeitete  als Sekretär und Generalkommissar bis zum 13. Januar 1997. Innenminister Virgilijus Bulovas ernannte Jonas Liaudanskas 2003 zum Leiter der obersten Kommission für Qualifikationsprüfung der Beamten. Liaudanskas initiierte die Entlassung des Polizeigeneralkommissars Vytautas Grigaravičius und geriet damit zum Skandal.
2010 arbeitete er einige Monate als Berater am Finanzverbrechenermittlungsdienst am Litauischen Innenministerium und wurde danach Rentner.

## Auszeichnungen
- Vyčio Kryžiaus ordinas,  Riterio kryžius